# Taupe
| Taupe Farbcode: #483C32      | Purpurtaupe Farbcode: #504040 | Mitteltaupe Farbcode: #674c47 |
| Rosa Taupe Farbcode: #905D5D | Mauve Taupe Farbcode: #915F6D | Helltaupe Farbcode: #B38B6D   |
| Taupe Grau Farbcode: #8B8589 | Taupe Sand Farbcode: #967117  |                               |

Taupe bezeichnet eine graue dunkle Farbe mit einem Farbstich ins Braune.
Pantone- und RGB-Hexadezimal-System beschreiben die Farbe als ein warmes dunkles Grau.
Im deutschen Sprachraum wird das Wort oft französisch [toːp] ausgesprochen, also mit langem o. Allerdings wird auch die englische Variante [toʊp] genutzt sowie zunehmend auch eine deutsche Aussprache.
Der Begriff „taupe“ ist jedoch in der Anwendung unscharf. Verschiedene Farbtöne, die ins Grau-Braune tendieren, werden mit dem Zusatz „Taupe“ versehen oder einfach als „Taupe“ bezeichnet. Solche Töne sind in der Mode, im Innenausbau, im Industriedesign und der Grafik weit verbreitet. Doch auch Designer und Künstler sind sich häufig uneins, was als „taupe“ zu benennen ist.

## Begriffsgeschichte
Die Farbbezeichnung Taupe leitet sich vom französischen Nomen taupe für Maulwurf ab, dieses wiederum aus dem Lateinischen talpa.
Ursprünglich bezog sich die Farbe nur auf die (durchschnittliche) Farbe des französischen Maulwurfs. Wie bei den Farben Rosa oder Lavendel wurde der Begriff (im Fall von Taupe Anfang der 1940er Jahre) um eine breite Palette von unterschiedlichen Schattierungen erweitert. Inzwischen erklären die unterschiedlichen Fellfarben der Maulwürfe nicht das gesamte in den 2010er Jahren erreichte Farbspektrum.